# Bashkia e Peshkopisë
Bashkia e Peshkopisë är en kommundel och tidigare kommun i Albanien.   Den ligger i prefekturen Qarku i Dibrës, i den norra delen av landet, 60 kilometer nordost om huvudstaden Tirana.
Omgivningarna runt Bashkia e Peshkopisë är en mosaik av jordbruksmark och naturlig växtlighet.  Runt Bashkia e Peshkopisë är det ganska tätbefolkat, med 75 invånare per kvadratkilometer.